# Sekvenování

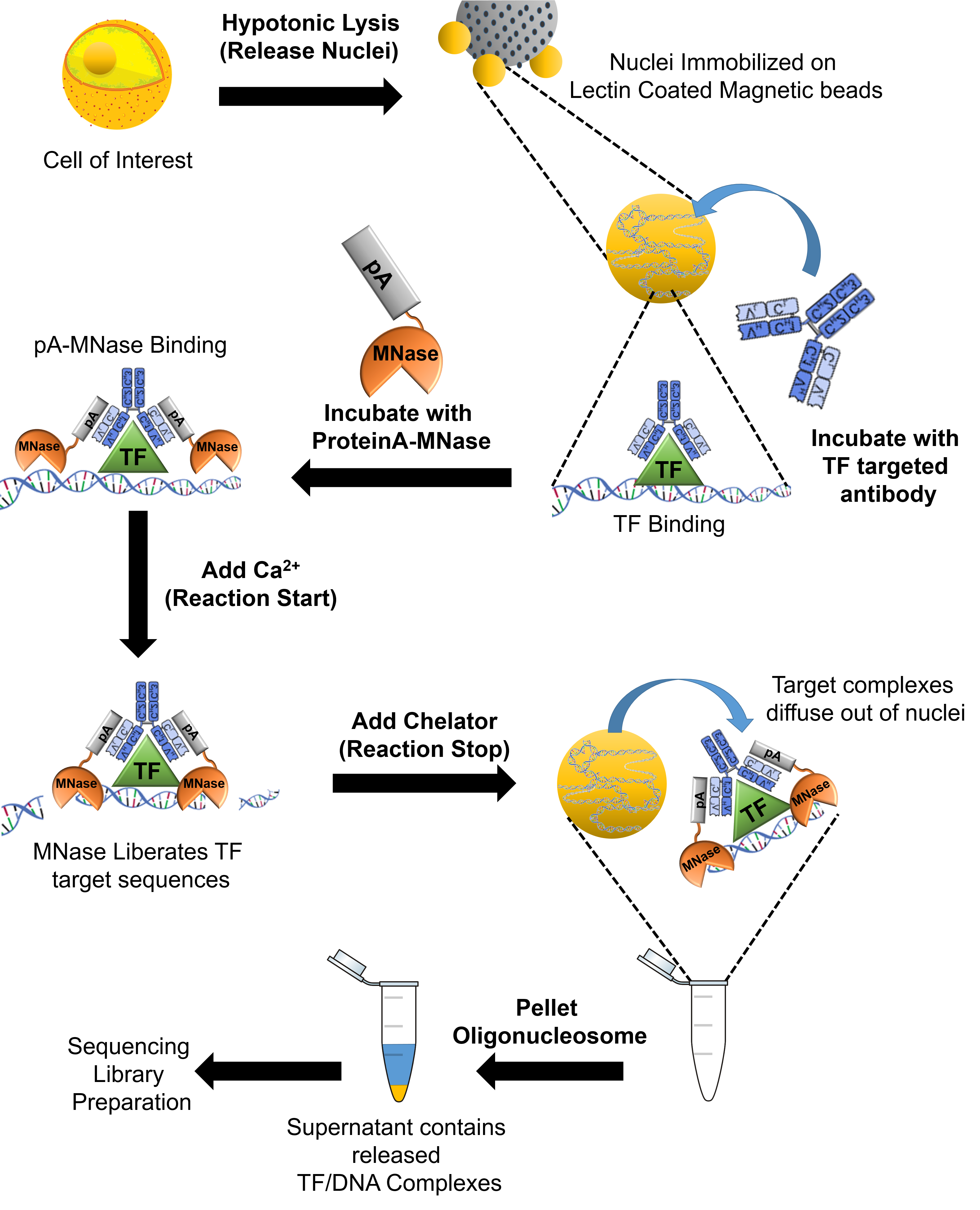
sekvenace DNA

Sekvenování (či sekvenace, sekvencování nebo jiné podobné termíny, anglicky sequencing) je v genetice a biochemii označení pro proces, při němž se určuje primární struktura (pořadí chemických jednotek) daného biopolymeru. Výsledkem sekvenování je symbolický lineární kód označovaný jako sekvence, který popisuje uspořádání sekvenované molekuly.
Je možné sekvenovat různé biopolymery:
- Sekvenování DNA – nejběžnější
- Sekvenování RNA
- Sekvenování proteinů
- Sekvenování polysacharidů